# Pieces of a Woman
Pieces of a Woman é um filme americano de 2020, do gênero drama, dirigido por Kornél Mundruczó, e roteirizado por Kata Wéber. É estrelado por Vanessa Kirby, Shia LaBeouf, Molly Parker, Sarah Snook, Iliza Shlesinger, Benny Safdie, Jimmie Fails e Ellen Burstyn. Martin Scorsese atua como produtor executivo.
O filme teve sua estreia mundial em 4 de setembro de 2020 no 77.º Festival Internacional de Cinema de Veneza, onde Kirby ganhou o Coppa Volpi de Melhor Atriz. Teve um lançamento limitado nos cinemas em 30 de dezembro de 2020, antes de ser lançado na Netflix em 7 de janeiro de 2021. O filme recebeu críticas positivas, com elogios às atuações de Kirby, LaBeouf e Burstyn, com Kirby sendo indicada ao BAFTA, Critc's Choice, Globo de Ouro, Screen Actors Guild e Oscar de Melhor Atriz.

## Premissa
Martha e Sean Carson são um casal de Boston à beira da paternidade, cujas vidas mudam irrevogavelmente durante um parto domiciliar nas mãos de uma parteira perturbada, que enfrenta acusações de negligência criminosa. Assim começa um longo ano para Martha, que deve navegar em sua dor enquanto trabalha em relacionamentos turbulentos com seu marido e sua mãe dominadora, junto com a parteira publicamente difamada que ela deve enfrentar no tribunal.

## Elenco
- Vanessa Kirby como Martha Weiss
- Shia LaBeouf como Sean Carson
- Ellen Burstyn como Elizabeth Weiss
- Molly Parker como Eve Woodward
- Sarah Snook como Suzanne
- Iliza Shlesinger como Anita Weiss
- Benny Safdie como Chris
- Jimmie Fails como Max
- Domenic Di Rosa como Dr. Ron

## Produção
Em outubro de 2019, foi anunciada a escalação de Vanessa Kirby e Shia LaBeouf ao elenco do filme, com Kornél Mundruczó dirigindo a partir de um roteiro de Kata Wéber. Sam Levinson será um dos produtores executivo do filme. Em dezembro de 2019, Jimmie Fails, Ellen Burstyn, Molly Parker e Iliza Shlesinger se juntaram ao elenco do filme. Em janeiro de 2020, Sarah Snook e Benny Safdie se juntaram ao elenco do filme. Howard Shore compôs a trilha sonora do filme.
As filmagens começaram em dezembro de 2019.

## Lançamento
O filme teve sua estreia mundial no 77º Festival Internacional de Cinema de Veneza em competição oficial em 4 de setembro de 2020. Pouco depois, a Netflix adquiriu os direitos de distribuição mundial do filme. Também foi exibido no Festival Internacional de Cinema de Toronto no final de setembro de 2020. Teve um lançamento limitado nos cinemas em 30 de dezembro de 2020, antes de ser lançado na Netflix em 7 de janeiro de 2021.

## Recepção
No agregador de resenhas Rotten Tomatoes, o filme tem uma taxa de aprovação de 75% com base em 222 resenhas, com uma classificação média de 6,80/10. O consenso dos críticos do site diz: "Pieces of a Woman luta para manter o ímpeto após um impressionante ato de abertura, mas a performance de Vanessa Kirby torna o resultado final um retrato pungente de luto." No Metacritic, tem uma pontuação média ponderada de 67 de 100, com base em 36 críticos, indicando "avaliações geralmente favoráveis".